# 氯沙坦
氯沙坦 (INN:losartan)，以Cozaar（可悅您）等品牌名稱於市面上銷售，是一種用於治療高血壓的藥物 。它是一種血管張力素II型受體拮抗劑家族藥物，並被認為對腎臟具有保護作用。 除治療高血壓，它也用於治療糖尿病腎病、心臟衰竭和左心室肥大 。此藥物可單獨使用，或與其他降血壓藥物併用 。可能需使用長達六週才能達到完全效果 。 
氯沙坦經由口服方式給藥 。
使用後常見的不良反應有肌肉痙攣、鼻塞、頭暈、咳嗽、高血鉀症和貧血。  嚴重的副作用有血管性水腫、低血壓和腎臟問題。 個體於懷孕期間使用可能會對胎兒造成傷害。 不建議在進行母乳哺育期間的個體使用，避免對於嬰兒造成不利影響。此藥物是透過阻斷血管張力素II而發揮作用 。
氯沙坦於1986年取得專利，並於1995年在美國獲准用於醫療用途。它已列入世界衛生組織基本藥物標準清單之中。市面上有氯沙坦的通用名藥物（學名藥）販售 。 此藥物於2022年是美國處方量排名第8位的藥物，處方箋累計超過5,300萬張 。氯沙坦也有與氫氯噻嗪組合而成的複方藥， 此複方藥在2022年是美國處方量排名第75位的藥物，處方箋累計超過800萬張 。

## 化學
氯沙坦鉀的化學式為2-丁基-4-氯-1-[對-(鄰-1H-四唑-5-基苯基)苄基]咪唑-5-甲醇單鉀鹽。 其經驗式為C22H23ClKN6O，分子量為422.9克/莫耳 。
氯沙坦通常以芳香化負電荷四唑的（鹼性）鉀鹽形式銷售，稱為"氯沙坦鉀" 。該分子具有一個延伸的聯苯基團，帶有一個四唑，此四唑被用作羧酸的生物等排體。

## 醫療用途
氯沙坦用於治療高血壓，患有左心室肥大，及有第2型糖尿病腎功能障礙的個體也能使用。它也能延緩糖尿病腎病的進展。 氯沙坦是一種適合用於減少第2型糖尿病、高血壓和微量白蛋白尿（>30 毫克/24小時）或蛋白尿（>900毫克/24小時）患者腎臟疾病進展的藥物。
雖然證據顯示鈣通道阻滯劑和噻嗪類利尿劑是大多數人（考量療效和成本）的首選一線治療藥物，但對於無法耐受血管張力素轉化酶抑制劑的55歲以下人群，則建議使用血管張力素II型受體拮抗劑（如氯沙坦）作為一線治療。一項研究表明，在初級預防不良心血管事件（心肌梗塞或中風）方面，氯沙坦優於阿替洛爾，在血壓下降幅度相當的情況下，心血管疾病發病率和死亡率均有所降低。 氯沙坦對血壓的最大影響通常在開始服用後3–6週內發生。

## 不良反應
氯沙坦對成人最常見的不良反應是上呼吸道感染、頭暈和背痛 。患有第2型糖尿病和腎臟疾病的人可能會出現腹瀉、疲勞、低血壓、低血糖、高血鉀症、胸痛或過敏反應。 糖尿病患者且正在服用阿利吉崙的人，不應服用氯沙坦。 由於腎素-血管張力素系統受到抑制，可能會發生貧血 。 氯沙坦可能會損害肝臟（與其他血管張力素受體阻斷劑一樣），但這種影響似乎很少見 。腎臟有問題的人服用氯沙坦可能會出現電解質不平衡。  不良反應不因性別、年齡或種族而異。

### 懷孕
美國食品藥物管理局 (FDA) 於2014年10月發佈黑框警告，指出氯沙坦可能導致胎兒毒性，個體一旦檢測出懷孕就應立即停藥。懷孕期間使用氯沙坦可能導致胎兒受傷或是死亡 。

### 過量
過量服用氯沙坦最可能導致血壓降低，可能表現為心率加快、頭暈、頭重腳輕感或意識喪失。 對小鼠的研究顯示在考量其體重後，致死劑量約為建議最大劑量的44至170倍 。

### 交互作用
氯沙坦可能與苯巴比妥、利福平或氟康唑產生不良交互作用，氯沙坦的降血壓效果可能會受到抑制。 

## 污染
FDA在2018年11月至2019年9月期間，數次宣佈對山德士、Torrent Pharmaceuticals、Hetero Labs、Camber Pharmaceuticals、Legacy Pharmaceutical Packaging、梯瓦製藥、Vivimed Labs和Macleods Pharmaceutical Limited等公司生產的含氯沙坦藥片進行召回 。原因是這些藥品的有效成分（API）中檢測出N-亞硝基二乙胺、N-甲基亞硝基丁酸或N-亞硝基-N-甲基-4-胺基丁酸等潛在致癌物質。

## 作用機制

腎素-血管收縮素系統（或稱腎素-血管張力素系統） (RAAS)

氯沙坦是一種選擇性、競爭性的血管張力素II型受體拮抗劑，能降低末端器官對血管張力素II型的反應。服用氯沙坦會導致總周邊阻力（後負荷）和心臟靜脈回流（前負荷）降低。血管張力素II型的所有生理作用，包括醛固酮的釋放，都會在氯沙坦存在的情況下被拮抗。血壓的降低與腎素-血管收縮素系統的狀態無關。由於移除血管張力素II型的負回饋，服用氯沙坦會導致血漿腎素活性增加。當腎動脈壓力降低、交感神經活化或鈉傳遞到遠端腎小管增加時，腎臟會釋放腎素 。腎素的作用是將血管張力素原轉化為血管張力素I型，血管張力素轉化酶（ACE）將血管張力素I型轉化為血管張力素II型，血管張力素II型會引起血管收縮和醛固酮釋放。 醛固酮的作用是從遠端腎小管保留鈉。保留鈉最終會導致血壓升高。因此，使用像氯沙坦這類的血管張力素II型受體拮抗劑，會阻斷腎素和血管張力素II型的下游作用，並最終降低血壓。
血管張力素II型受體拮抗劑包括有氯沙坦、纈沙坦、阿齊沙坦、坎地沙坦、依普羅沙坦、厄貝沙坦、奧美沙坦和替米沙坦。它們都具有相同的作用機制，並且會比血管張力素轉化酶（ACE）抑制劑（例如賴諾普利）更能有效抑制血管張力素的作用，因為除ACE之外，還有其他酶也能產生血管張力素II型。 
氯沙坦是一種促尿酸排泄劑。作為尿酸轉運蛋白1（SLC22A12, URAT1）的特異性抑制劑，氯沙坦能阻斷尿酸進入細胞，而使血液中有更多的尿酸可被腎臟過濾和排泄。 由於氯沙坦可能導致高血鉀症，因此個人不應在沒有醫師適當監測的情況下，使用鉀補充劑或含鉀的代鹽 。

## 藥物動力學
口服氯沙坦後在人體吸收良好，並會經歷顯著的首渡效應，產生5-羧酸代謝物，稱為EXP3174。約有14%的口服劑量會轉化為這種代謝物，其作用時間長（6至8小時），並且是AT1受體的非競爭性拮抗劑，對氯沙坦的藥理作用有所貢獻。EXP3174在阻斷AT1受體方面的效力比氯沙坦高出10至40倍。此外，與目標酶的結合對pH值敏感，而大小與帶負電的羧酸衍生物相似的帶負電的四唑環，可能也有助於該藥物的活性。
氯沙坦在人體的生物利用度約為33%。 
代謝主要經由細胞色素P450同工酶CYP2C9和CYP3A4進行。口服給藥後，氯沙坦和EXP3174的血漿峰值濃度分別約在一小時和三到四小時後出現。氯沙坦和EXP3174與血漿蛋白的結合率均超過98% 。氯沙坦以未改變的藥物和代謝物形式，透過尿液以及膽汁隨糞便排出體外。 約有4%的口服劑量以未改變的形式經尿液排出，而約6%則以活性代謝物的形式經尿液排出。 氯沙坦和EXP3174的終末消除半衰期分別約為1.5至2.5小時和3至9小時 。
氯沙坦和其他血管張力素受體拮抗劑具有胎兒毒性，個體在懷孕期間應避免使用，尤其是在第二和第三孕期。

## 延伸閱讀
- Al-Majed AR, Assiri E, Khalil NY, Abdel-Aziz HA. . Profiles Drug Subst Excip Relat Methodol. 2015, 40: 159–94. PMID 26051686. doi:10.1016/bs.podrm.2015.02.003.
- Sica DA, Gehr TW, Ghosh S. . Clin Pharmacokinet. 2005, 44 (8): 797–814. PMID 16029066. S2CID 41326620. doi:10.2165/00003088-200544080-00003.

## 外部連結
- 维基共享资源上的相關多媒體資源：氯沙坦
- . Health Canada. 2022-04-04  [2024-11-08]. （原始内容存档于2024-06-01）.